# Ферія дель Соль

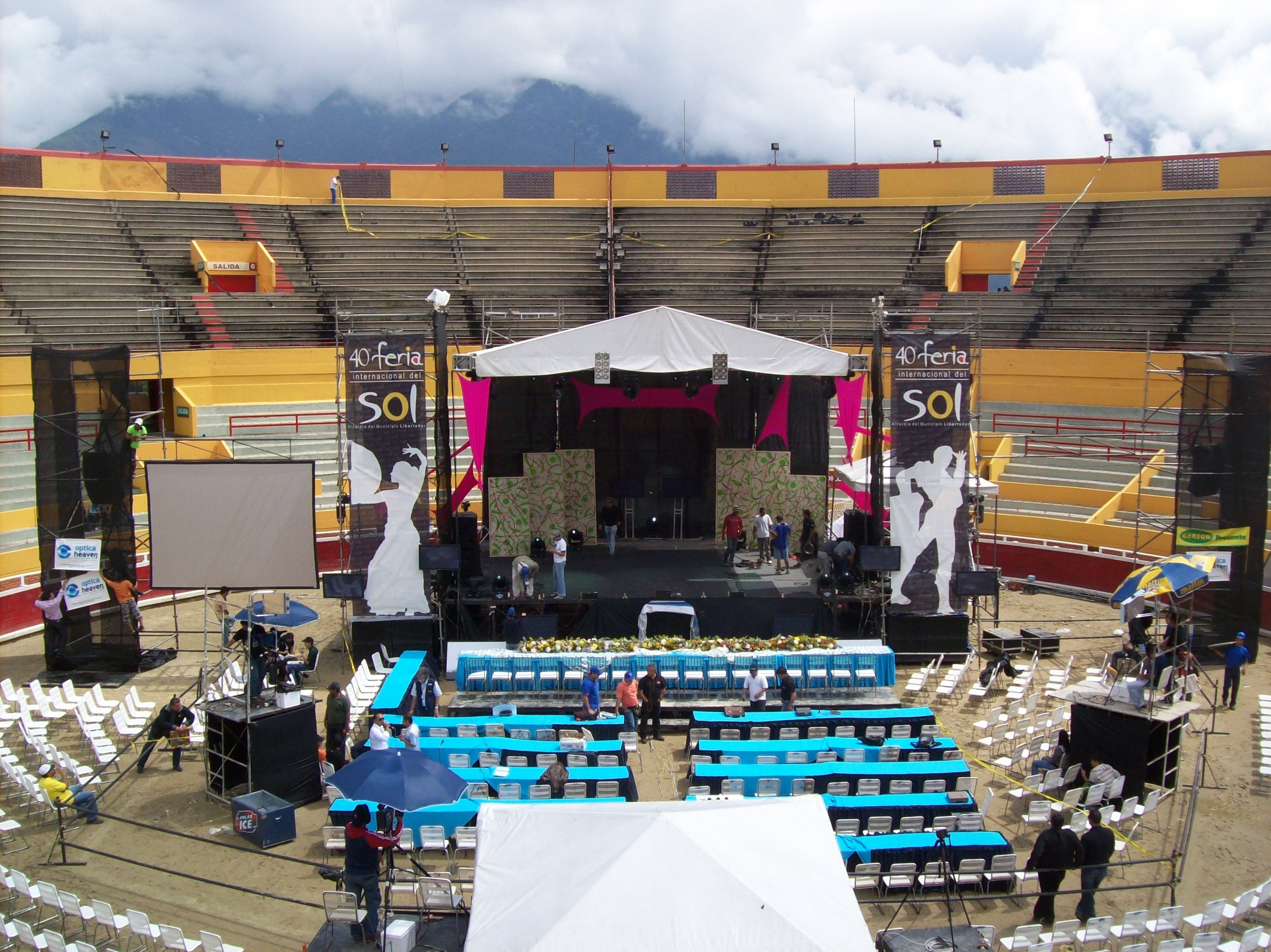
Центр конкурсу Цариця Сонця (Reina del Sol)

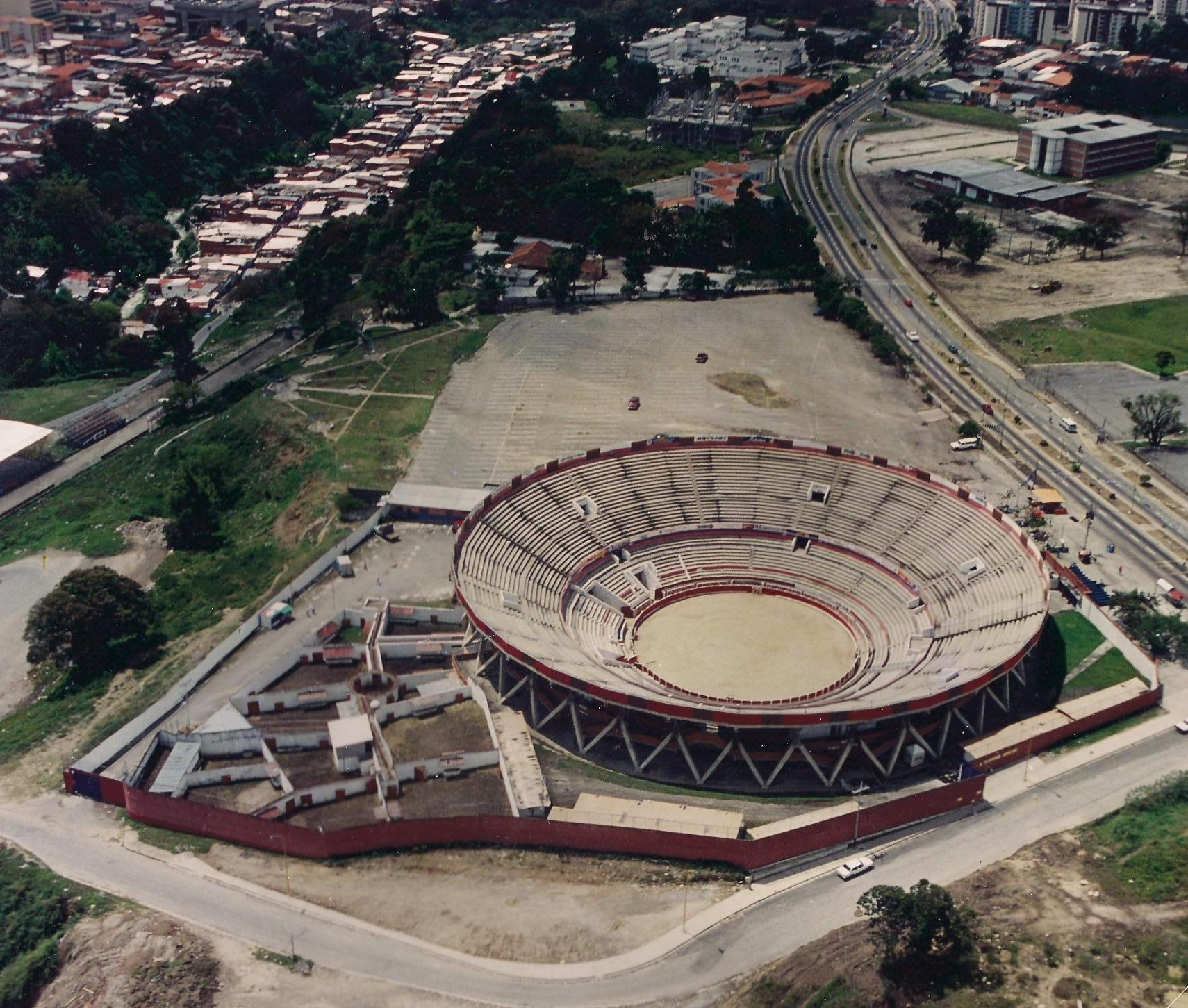
Панорама Плаза де Торос Román Eduardo Sandia, Мерида

Ферія дель Соль (ісп. Feria del Sol «свято сонця») — міжнародний фестиваль культури, який проводиться кожен лютий у венесуельському місті Мерида. Програма фестивалю включає бої биків, виставки, концерти, паради, спортивні змагання та обрання Королеви Сонця (ісп. Reina del Sol).

## Історія
Ідея проведення фестивалю виникла тоді, коли група любителів вирішила побудувати площа для бою биків (Плаза де Торос). Такі бої користувалися популярністю в інших венесуельських містах. Спочатку було вирішено приурочити фестиваль до Дня непорочного зачаття Діви Марії і проводити святкування 9 і 10 грудня.
У 1968 році фестиваль Ферія дель Соль не відбувся, але 13 квітня того ж року був організований бій биків, що припав на Велику суботу .